# Sistema educativo de Níger

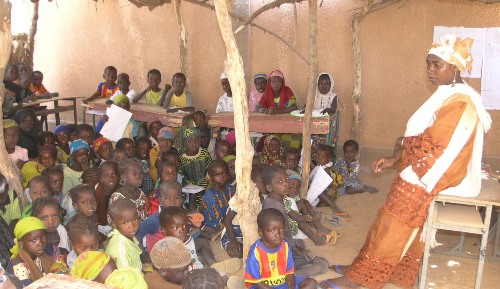
A primary classroom in Niger.

El sistema educativo de Níger, como en otros países menos desarrollados, particularmente en la región del Sahel africano, encara problemas como la pobreza económica y el escaso acceso a la escuela. Níger tiene una de las mayores tasas de analfabetismo del mundo.

## Educación primaria
La educación primaria en Níger es obligatoria entre los siete y los quince años, aunque las tasas de asistencia, sin embargo son muy bajas, principalmente entre las niñas.
Algunos estudios sugieren que en 1996, el porcentaje de asistencia a clase era del 25% y en 1997 del 29%, un 4% mayor que un año antes, sin embargo, la fiabilidad de las estadísticas varía al no saber exactamente el número de niños en edad escolar que hay en el país.
Alrededor del 60% de los alumnos que terminan la escuela primaria son niños, mientras que la mayoría de las niñas no van a la escuela más que unos poco años, no llegando a terminar el período completo. Los niños en el país se ven obligados a trabajar antes que a ir a la escuela, particularmente durante el momento de la siembra y la cosecha.
En 2012, Níger estableció la obligatoriedad de utilizar la lengua materna hablada en el hogar como lengua de instrucción en los primeros años de educación.

### Razones del absentismo
Tradicionalmente, los progenitores han sido contrarios a llevar a sus hijos a la escuela. De hecho, en la década de 1960, el gobierno envió al ejército a las áreas rurales para obligar a los padres a dejar que sus hijos asistieran a clase, lo que provocó que los familiares escondieran a sus pequeños por miedo a lo que les podía pasar.
Recientemente, los padres dejan de registrar a sus hijos para no tener que llevarles al colegio y los profesores de las escuelas, responsables del "reclutamiento" en las áreas rurales, rechazan salir fuera de sus localidades para hablar con padres y atraer a los niños al sistema educativo.
A mayores, los niños de familias nómadas del norte del país, no tienen acceso a la escuela.

## Educación superior
Existen dos centros de educación superior en Níger, la Universidad Abdou Moumouni en Niamey, fundada como la Universidad de Niamey en 1974, único centro público del país, dirigido por el ministerio de Educación, y la Universidad islámica, en Say, que abrió sus puertas en 1986.